# 慶陽號驅逐艦
慶陽號驅逐艦（英語：Chin Yang，舷號：DDG-909），為中華民國海軍的陽字號驅逐艦之一，為美援艦艇之一，前身為美國海軍弗萊徹級驅逐艦梅蘭利號（英語：USS Mullany (DD-528)），為慶祝本艦為首艘自費購買的陽字號驅逐艦，故命名為慶陽軍艦，此外，慶陽軍艦為換裝武進一型作戰系統並成為飛彈驅逐艦的9艘陽字號之一。

## 艦歷
1971年10月6日，梅蘭利號驅逐艦在加州長堤舉行移交典禮移交中華民國海軍。為了慶祝本艦為第一艘自費購買的陽字號驅逐艦，故命名慶陽軍艦。
1975年4月2日10時10分，成功發射海軍第一枚海欉樹防空飛彈。
1986年5月，於慶陽艦上成功發射第一枚雄風二型反艦飛彈。
慶陽艦於服役後期已自一級艦降等為二級艦，艦長亦由上校階改為中校階。
1999年7月16日慶陽艦除役，2001年11月2日於臺北縣貢寮鄉（今新北市貢寮區）澳底外海沉沒成為人工漁礁（由中華民國行政院農業委員會漁業署執行）。

### 保存
桅桿、五吋砲、海錨及俥葉現存於南投縣集集鎮軍史公園，而另一海錨及俥葉現存於台南縣麻豆鎮（今臺南市麻豆區）池王府前軍史公園；另一海錨、俥葉、五吋砲存於桃園市大園區圳頭村軍史公園。

## 歷任艦長[1]
- 佘時俊上校 (1971年9月14日－1973年6月12日)
- 黎　航上校 (1973年6月12日－1973年11月6日)
- 胡美裕上校 (1973年11月6日－1975年4月12日)
- 江　龍上校 (1975年4月12日－1976年10月9日)
- 王　樸上校 (1976年10月9日－1978年5月15日)
- 孫和塵上校 (1978年5月15日－1980年3月27日)
- 趙武鵬上校 (1980年3月27日－1981年10月6日)
- 朱重華上校 (1981年10月6日－1983年6月14日)
- 何兆彬上校 (1983年6月14日－1984年7月28日)
- 吳軍梁上校 (1984年7月28日－1985年8月1日)
- 莊則敬上校 (1985年8月1日－1987年1月5日)
- 王　寧上校 (1987年1月5日－1988年4月30日)
- 董少明上校 (1988年4月30日－1989年7月3日)
- 姚建明上校 (1989年7月3日－1990年10月5日)
- 王安懷上校 (1990年10月5日－1991年12月31)
- 祁柏鈞上校 (1991年12月31日－1993年7月2日)
- 吳保榮上校 (1993年7月2日－1995年3月3日)
- 潘渭彰上校 (1995年3月3日－1997年1月3日)
- 歐陽台華上校 (1997年1月3日－1998年6月19日)
- 陳健華中校 (1998年6月19日－1999年7月16日)

### 陽字艦
- 富陽號驅逐艦
- 丹陽號驅逐艦
- 洛陽號驅逐艦
- 瀋陽號驅逐艦

## 資料來源
1. ↑  .   [2014-09-21]. （原始内容存档于2014-03-02）.

## 外部連結
- 官方网站
- 海軍歷史文物數位典藏 慶陽軍艦沿革史 （页面存档备份，存于）
- 中國軍艦博物館 台灣廳 （页面存档备份，存于）
- 慶陽軍艦 飛彈驅逐艦 （页面存档备份，存于）
- （页面存档备份，存于）
- 縱橫四海已忘年 （页面存档备份，存于） (摘錄讀者文摘1990年2月文章)